# Neromia cohaerens
Neromia cohaerens là một loài bướm đêm trong họ Geometridae.